# Provincia de Antofagasta
Provincia de Antofagasta är en provins i regionen Antofagasta i Chile och har en area på 65 987 km² som gör den till den största provinsen i regionen.
Provinsen består av 4 kommuner.
- Antofagasta
- Mejillones
- Sierra Gorda
- Taltal